# Patagoniensporntyrann
Der Patagoniensporntyrann (Lessonia rufa) ist eine Vogelart aus der Familie der Tyrannen (Tyrannidae). Das Verbreitungsgebiet dieser monotypischen Art ist auf dem gesamten Südkegel verbreitet. Der Bestand wird von der IUCN als nicht gefährdet (Least Concern) eingeschätzt.

## Merkmale

Patagoniensporntyrann ♀ gemalt von Lucien Alphonse Prévost

Der Patagoniensporntyrann eine Körperlänge von etwa 11,5 cm. Die Männchen sind schwarz mit einem rotbraunen Rücken. Die äußeren Handschwingen zwei und drei laufen spitz zusammen. Der Oberkopf des Weibchens dunkelfarbig mit hellen braungrauen Säumen. Das Nackenband ist dunkelbraun, während der Rücken und die Schulterfedern matt rotbraun sind. Die Flügeldecken sind im Neugefieder rötlich braun gesäumt. Der Bürzel und die Oberseite des Schwanzes sind schwärzlich braun mit weißen Außenfahnen am Schwanz. Die weißliche Zügel, Überaugenstreifen und vordere Wangen werden von graubraunen Strichen durchzogen. Die Unterseite ist weißlich ockerfarben, an der Brust und den Seiten von breiten unscharfen graubraunen Strichen durchzogen. Die Flanken und der mittlere Bauchbereich, sowie die Kloake sind gelbbraun bis weißlich gefärbt. Kleine zimtfarben Flecken zieren die Unterflügen.
Jungtiere ähneln den Weibchen weisen aber am Rücken eine rötliche Färbung auf. Nach zwei Monaten wechselt dies in ein immatures Gefieder, das sie ca. sechs Monate tragen.

## Verbreitung und Lebensraum
Der Vogel bewegt in Höhen meist in Sümpfen und an Seeufern. Trotzdem kann man ihn auch in trockenen Auenlandschaften und auf der Großen Feuerland-Insel in hügeligen Gegenden bis hin zu offenem Landstrichen beobachten.
Sie brüten von Meeresspiegel bis 2000 Meter über dem Meeresspiegel. Ihr Verbreitungsgebiet erstreckt sich von der Región de Tarapacá im Norden Chiles über den Nordwesten Argentiniens und Uruguays bis in den Süden der Großen Feuerland-Insel.

## Verhalten
Die Patagoniensporntyrannen sind sehr territorial. Dabei sitzen sie gerne auf Tussockgrasbüscheln. Auf der Jagd nach Beute rennen sie schnell über den Boden. Hin und wieder jagen sie auch in den Buschkronen. Während des Vogelzuges sind sie in Gruppen bis zu 50 gleichgeschlechtlichen Tieren unterwegs. Im Winter trifft man sie nur in kleinen verstreuten Gruppen. Bei warmem Wetter besuchen sie auch die Meeresküste bis dicht ans Wasser. Während der Balzzeit fliegt das Männchen wie ein Schmetterling in Höhen zwischen 10 und 15 Metern, um die Aufmerksamkeit der Weibchen zu gewinnen.
Sie migrieren in die südlichen Bereiche ihres Verbreitungsgebiets und zurück. Auf der Feuerlandinsel kommen die Männchen Mitte September an und kehren schließlich im Dezember bis Januar zurück. Die Weibchen erreichen Feuerland schon Anfang Oktober und kehren mit den Jungvögeln zwischen Februar und März zurück.

## Fortpflanzung
Im Norden Chiles legen sie ihre Eier im September, an der chilenischen Küste im Oktober, in den Bergen und dem Süden Chiles im November, in der Provinz Santa Cruz in Argentinien im Dezember und auf Feuerland zwischen Oktober und Januar. Es wird vermutet, dass sie zwei Mal pro Jahr brüten.

## Lautäußerungen
Ihr Warnruf klingt wie Tjit-tjit-tjit. Die Kontaktaufnahme erfolgt über kurzes Gezwitscher.

## Etymologie und Forschungsgeschichte
Johann Friedrich Gmelin beschrieb die Art 1789 unter dem Namen Alauda rufa. 1830 wurde sie erneut beschrieben, diesmal von René Primevère Lesson als Anthus sordidus. William Swainson, der von Lesson das Typusexemplar zur Untersuchung erhielt, stellte 1832 für die Art die neue Gattung Lessonia auf.
Das lateinische Wort „rufus, rufa“ bedeutet „rot, rötlich, fuchsrot“, „sordidus“ bedeutet „schwarz, schmutzig“.